# Gare de Cavadürli
La gare de Cavadürli (en allemand bahnhof Cavadürli) est une gare ferroviaire suisse de la ligne RhB à voie métrique de Landquart à Davos-Platz. Elle est située sur le territoire de la commune de Klosters-Serneus, région de Prättigau/Davos dans le canton des Grisons. Elle dessert le hameau de Cavadürli en aval du village de Klosters-Dorf.
C'est une gare des Chemins de fer rhétiques (RhB).

## Situation ferroviaire

Gare de Cavadürli en 1974.

Établie à 1 352 mètres d'altitude, la gare de Cavadürli est située au point kilométrique (PK) 36,623 de la ligne de Landquart à Davos-Platz (no 910), entre les gares de Klosters-Platz, dont elle est séparée par les tunnels de Klosters et de Cavadürli, et de Davos-Laret. 
C'est une gare d'évitement qui dispose d'une deuxième voie pour le croisement des trains.

## Service des voyageurs

### Accueil
Halte des Chemins de fer rhétiques (RhB), elle dispose d'un ancien bâtiment voyageurs.

### Intermodalité
Le stationnement des véhicules est possible à proximité.